# NXT Battleground 2023
NXT Battleground 2023 è stato il quarantacinquesimo evento di NXT, prodotto da WWE. L'evento si è svolto il 28 maggio 2023 al Tsongas Center di Lowell (Massachusetts) ed è stato trasmesso su Peacock negli Stati Uniti e sul WWE Network nel resto del mondo.

## Storyline
A NXT Stand & Deliver, Carmelo Hayes sconfisse Bron Breakker diventando il nuovo NXT Champion. Nella puntata speciale NXT Spring Breakin' del 25 aprile, dopo aver difeso il suo titolo contro Grayson Waller, Hayes accettò di sfidare Breakker ad un match a NXT Battleground e la settimana seguente Breakker accettò.
Durante il Draft 2023, Indi Hartwell passò al roster di Raw; successivamente nella puntata di NXT del 2 maggio rese vacante il suo NXT Women's Championship; dunque venne decretato un torneo per incoronare la nuova campionessa a NXT Battleground, con il finaliste che risultarono essere Lyra Valkyria e Tiffany Stratton.
Noam Dar fece la sua apparizione ad NXT il 4 aprile, portando con sé l'NXT Heritage Cup, prima dell'incontro tra Dragon Lee e Nathan Frazer. Poco tempo dopo, Dar interferì nel match tra Lee e JD McDonagh causando la sconfitta del primo, che lo sfidò per l'NXT Heritage Cup a NXT Battleground nella puntata di NXT del 16 maggio durante il Supernova Sessions con Dar che accettò.
Nella puntata di NXT del 2 maggio Wes Lee conservò l'NXT North American Championship contro Drew Gulak grazie al supporto di Tyler Bate. La settimana dopo, Bate sconfisse Charlie Dempsey grazie all'interferenza di Joe Gacy. Il 16 maggio, poi, Gacy disse a Lee che Bate gli era accanto solo per poter ottenere l'NXT North American Championship. Sopraggiunto poi Bate, Lee decise di affrontare sia questi che Gacy ad NXT Battleground mettendo in palio la cintura nordamericana.
Da aprile, Dijak e Il'ja Dragunov erano in confronto continuo; ad NXT Spring Breakin', infatti, Dijak attaccò Dragunov nel backstage. Il 17 maggio, dopo settimane di attacchi, venne annunciato un Last man standing match tra questi due per NXT Battleground.

## Risultati
| # | Match                                                                                                | Stipulazione                                              | Durata |
| - | --- | --------------------------------------------------------- | ------ |
| 1 | Wes Lee (c) ha sconfitto Joe Gacy (con Ava) e Tyler Bate                                             | Triple threat match per l'NXT North American Championship | 11:59  |
| 2 | Noam Dar (c) (con Oro Mensah) ha sconfitto Dragon Lee (con Nathan Frazer) per 2-1                    | British rounds rules match per l'NXT Heritage Cup         | 11:51  |
| 3 | Il'ja Dragunov ha sconfitto Dijak                                                                    | Last man standing match                                   | 15:54  |
| 4 | Il Gallus (c) (Mark Coffey e Wolfgang) (con Joe Coffey) ha sconfitto i Creed Brothers (con Ivy Nile) | Tag team match per l'NXT Tag Team Championship            | 9:33   |
| 5 | Tiffany Stratton ha sconfitto Lyra Valkyria                                                          | Single match per il vacante NXT Women's Championship      | 16:01  |
| 6 | Carmelo Hayes (c) (con Trick Williams) ha sconfitto Bron Breakker                                    | Single match per l'NXT Championship                       | 14:14  |